# Космос-1100
Космос-1100 је један од преко 2400 совјетских вјештачких сателита лансираних у оквиру програма Космос.
Космос-1100 је лансиран са космодрома Тјуратам, Бајконур, СССР, 23. маја 1979. Ракета-носач Протон је поставила сателит у орбиту око планете Земље. Маса сателита при лансирању је износила 9000 килограма. Космос-1100 је био војни сателит.